# Pylint
Pylint est un logiciel de vérification de code source et de la qualité du code pour le langage de programmation Python. Il utilise les recommandations officielles de style de la PEP 8.